# Herman Anker Bernhoft
Herman Anker Bernhoft (født 1. oktober 1869 i Barcelona, død 15. december 1958 i København) var en dansk embedsmand, diplomat og kammerherre.

## Karriere
Han blev student i 1888, cand. jur. i 1894. Han var i 1903-04 legationssekretær i London. I 1907-08 deltog han i de dansk-tyske handelstraktatforhandlinger i Berlin og blev derefter kontorchef i udenrigsministeriet i 1908. I 1908-10 var han gesandt i Wien med sideakkreditering i Rom, departementschef 1910-13 og derefter i 1913 udnævnt til gesandt i Paris, med sideakkreditering i Madrid og Lissabon.
Ved fredskonferencen i Versailles efter Første verdenskrig, var han med i de danske forhandlinger om Nordslesvigs genforening i 1920. Han var gesandt i Paris indtil 1932. Hvor han i 1932-33 var formand for den danske delegation ved Grønlandsprocessen i Haag.
Han gik på pension i 1936, men blev af den danske regering opfordret til at påtage sig rollen som gesandt i Paris i 1939, da den hidtidige gesandt A. Oldenburg, var afgået ved døden september s.å. Bernhoft påtog sig opgaven. Efter Invasionen af Danmark i 1940 sikrede han, at Danmarks gesandtskab kunne fortsætte i Frankrig. Han rejste tilbage til Danmark i 1941 og vendte ikke tilbage. Stillingen som gesandt afsluttedes dog først formelt i 1945.

## Dekorationer
- 1920 Fortjenstmedaljen i guld[1]
- 1932 Médaille de la Reconnaissance française i guld (fr)
- 1941 Storkors af Dannebrogordenen med bryststjerne i diamanter[1]
- 1950 Storkors af Æreslegionen

Han var endvidere æresborger i Braine.